# Darby Crash

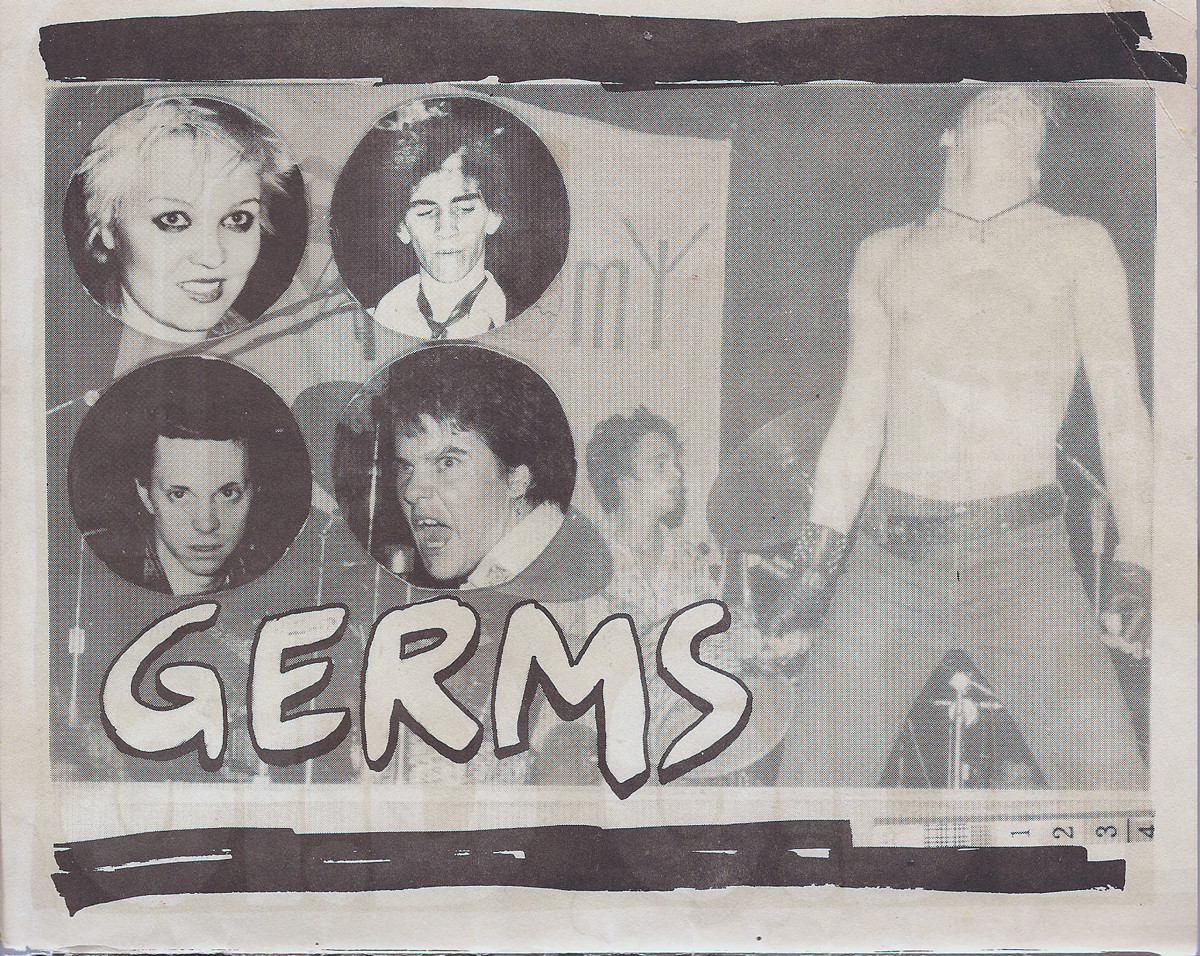
Germs (1979): Darby Crash unten rechts und rechts groß im Bild

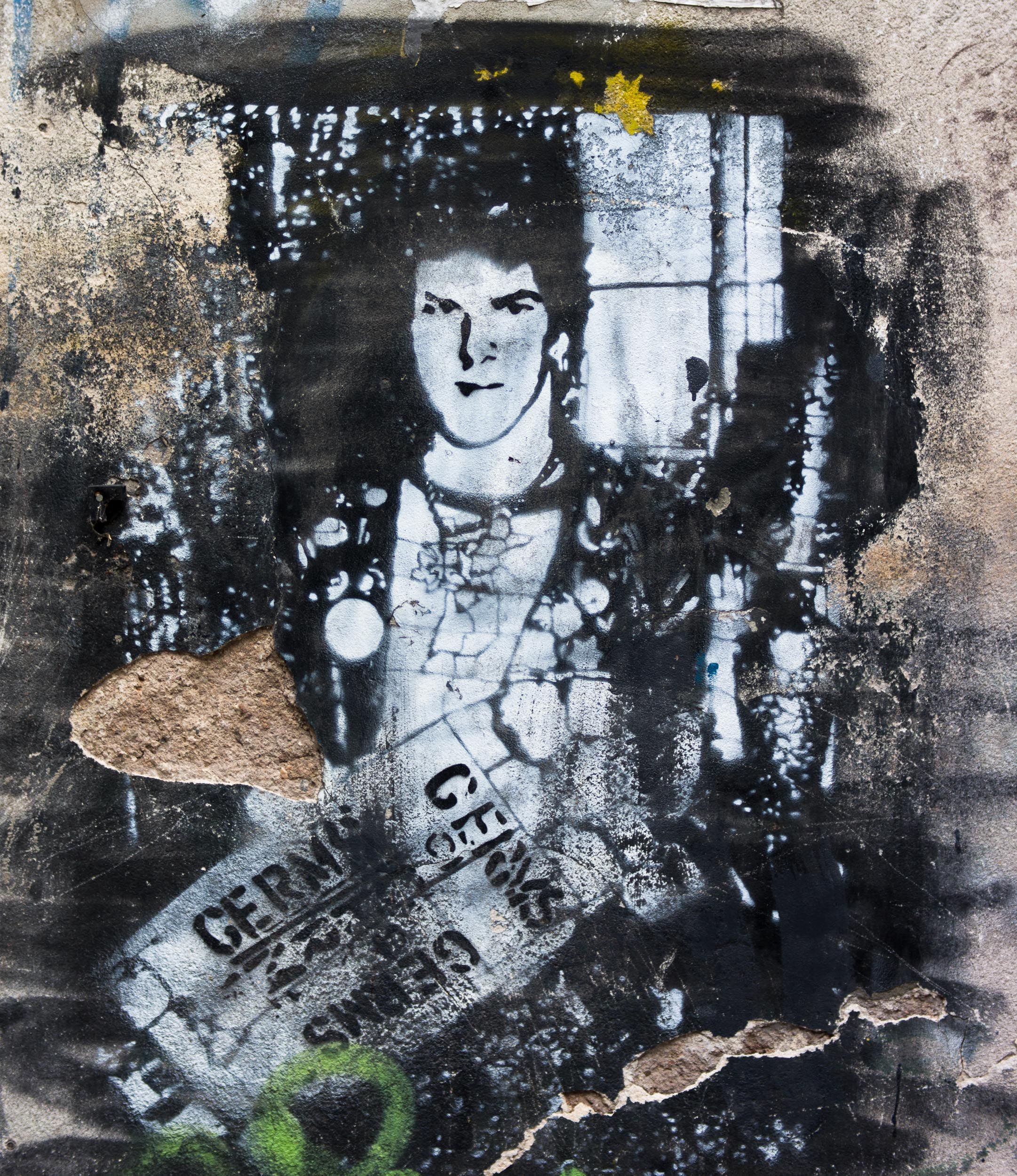
Graffito in Buenos Aires

Darby Crash (* 26. September 1958 in Los Angeles; † 7. Dezember 1980 in Hollywood, Kalifornien; eigentlich Jan Paul Beahm, zuvor Bobby Pyn) war ein US-amerikanischer Punkrockmusiker. Er war 1977 Mitbegründer der Punkband Germs und bis kurz vor seinem Tod deren Frontmann und Leadsänger. Im Alter von 22 Jahren nahm sich Darby Crash durch eine Überdosis Heroin das Leben. Heute gilt er nicht zuletzt wegen seines tragischen Endes als Ikone der Punkbewegung.

“I’m not going to save up for my old age because I’m not going to have an old age. If we run out of money, I can always kill myself.”

„Ich werde nicht für mein Alter sparen, weil ich kein Alter haben werde. Sollte uns das Geld ausgehen, kann ich mich jederzeit umbringen.“

## Leben

### Kindheit und Jugend
Jan Paul Beahm, genannt Paul, wuchs in Venice mit seiner Mutter Faith (1922–2009) und drei älteren Geschwistern auf. Während er seinen leiblichen Vater, einen schwedischen Seemann, niemals kennenlernte, verließ sein erster Stiefvater die Familie bereits, als Paul noch ein Kleinkind war. Sein zweiter Stiefvater, der liebevolle und fürsorgliche Korea-Veteran Bob Baker, der als einzige „stabile männliche Figur“ in Pauls Kindheit beschrieben wird, starb 1971 im Alter von 39 Jahren an einem Herzinfarkt. Nur zwei Jahre zuvor war Pauls Bruder Bobby durch eine Überdosis Heroin zu Tode gekommen. Die exzentrische Faith, die sich mit verschiedenen Billiglohnjobs durchschlug, ermutigte ihren Sohn zum Lesen und Schreiben. Mit zehn gewann Paul den Schreibwettbewerb einer lokalen Wochenzeitung, woraufhin Faith ihm eine tragbare Schreibmaschine kaufte. Von da an widmete er sich beinahe exzessiv dem Verfassen von Notizen und Gedichten.
Während seiner Highschool-Zeit kam Paul durch alternative Lernmethoden mit der neureligiösen Scientology-Bewegung in Berührung und entwickelte ein Interesse für deren Gründer L. Ron Hubbard. Neben den Texten David Bowies, der sein größtes musikalisches Idol bleiben sollte, gehörten auch Friedrich Nietzsche, Aleister Crowley und Georges I. Gurdjieff zu seiner Lektüre. Darüber hinaus beschäftigte er sich mit Adolf Hitler und Oswald Spengler und bekannte sich, bewusst provokativ, als Bewunderer von Charles Manson. Vor allem die autoritäre Wirkung gewisser Persönlichkeiten faszinierte den Schüler, der bald eine Clique von Außenseitern um sich geschart hatte. An seiner Seite befand sich dabei Georg Ruthenberg, mit dem er sich neben der Liebe zum Glam Rock einen Speeddealer teilte.

### Germs (1977–1980)

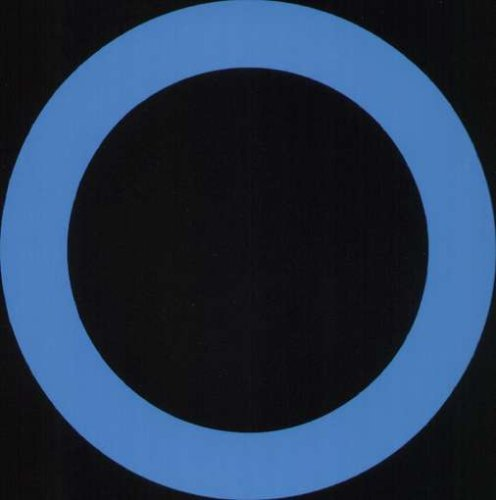
Bandlogo der Germs

Anfang des Jahres 1977 warben die beiden Schulabbrecher nach zwei weiteren Mitgliedern für eine Band namens Sophistifuck and the Revlon Spam Queens. Paul gab sich den Namen Bobby Pyn und Georg nannte sich fortan Pat Smear. Gemeinsam mit zwei Mädchen begannen sie in der Garage von Pats Eltern zu proben und benannten sich bald in Germs um. Nach ersten Auftritten in legendären Szeneklubs wie dem Whisky a Go Go erwarben sich die Germs bald einen Ruf als Krachmacher. Bobby Pyn verstörte das Publikum, indem er seinen Oberkörper in Lakritzschnüre hüllte oder sich mit Erdnussbutter einrieb.
Mit Lorna Doom am Bass und Don Bolles am Schlagzeug avancierte die Band trotz mangelnder Spielfertigkeit zu einer Szenegröße. Paul trat ab 1978 unter dem Pseudonym Darby Crash auf und verfügte über eine immer größere Anhängerschaft, die sich, angelehnt an das Bandlogo, Circle One nannte. Der Initiationsritus bestand darin, sich mit einer Zigarette einen Kreis aufs Handgelenk brennen zu lassen – entweder von einem Mitglied oder Darby Crash persönlich. Der zunehmende Rummel um seine Person missfiel seiner Mutter und so zog Darby 1979 nach Hollywood. Das von Joan Jett produzierte Debütalbum der Germs (GI) brachte keinen kommerziellen Erfolg. Stattdessen nahmen Gewalt- und Drogeneskapaden bei den Konzerten zu, was zur Folge hatte, dass die Germs im Frühsommer 1980 aus allen Klubs in L.A. und Umgebung verbannt wurden.
Darby, der unter zunehmendem Narkotika- und Alkoholkonsum litt, reiste im Sommer nach London, was gleichbedeutend mit dem Ende der Band war. Er kehrte nach zwei Monaten mit Irokesenschnitt und Gesichtsbemalung im Stile von Adam Ant zurück und erntete dafür spöttische Kommentare aus der Szene. Nach vergeblichen Versuchen, mit der Darby Crash Band Fuß zu fassen, gaben die Germs am 3. Dezember 1980 im Starwood ein letztes Reunion-Konzert.

### Tod

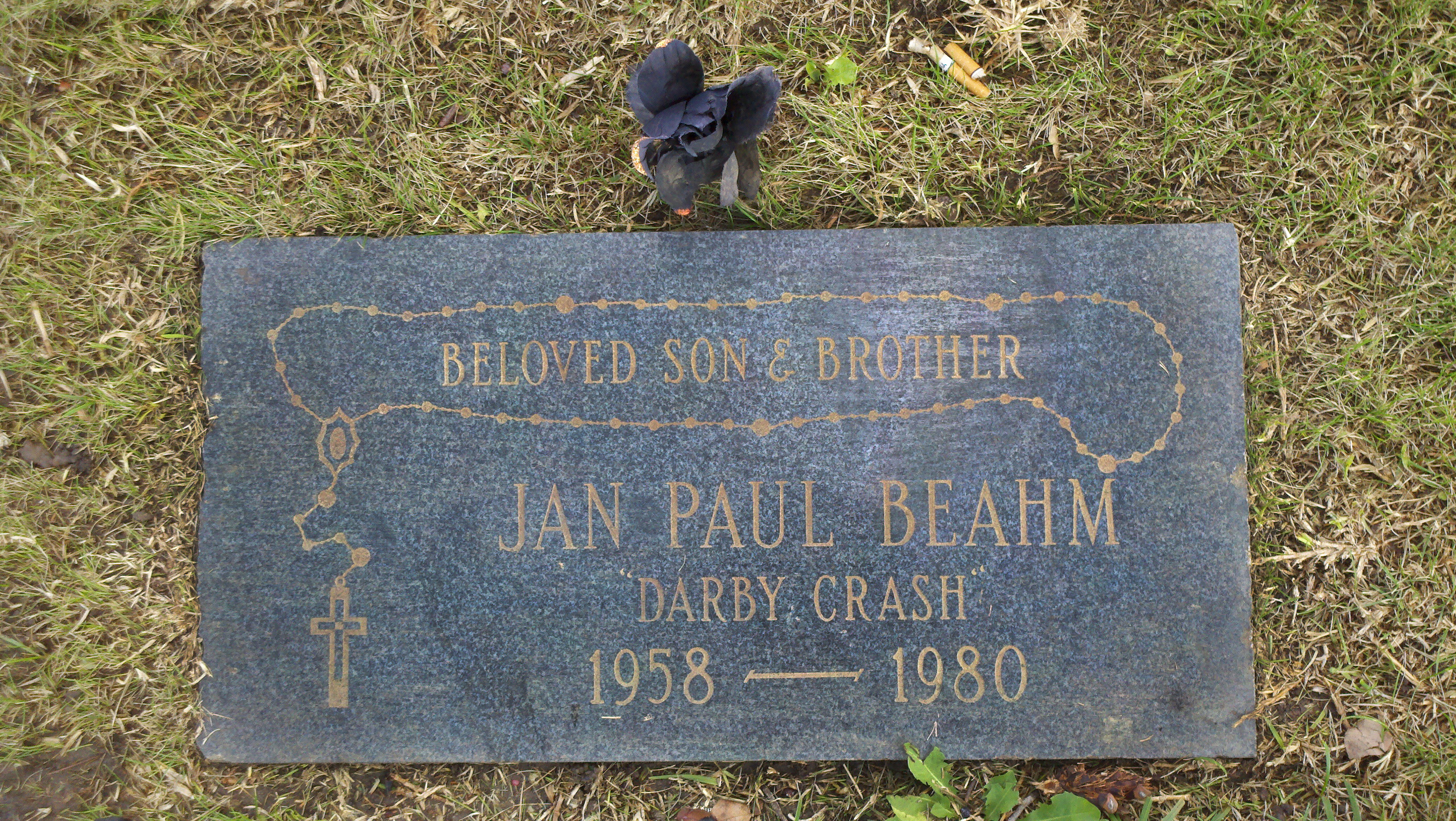
Darbys Grab in Culver City

In der Nacht des 7. Dezember versuchte Darby gemeinsam mit einer Freundin namens Casey Cola vergeblich eine Party in Bel Air zu entern. Sie fuhren nach Chinatown und sahen sich den Auftritt einer befreundeten Band an. Danach kauften sie für 400 Dollar – Darbys Einnahmen aus dem letzten Germs-Konzert – Heroin und begaben sich zu Caseys Elternhaus. Die beiden hatten laut Aussagen Colas einen Suizidpakt. Der Legende nach soll Darby Casey verschont haben, indem er ihr eine geringere Dosis injizierte, was Casey Cola jedoch später verneinte. Als sie am nächsten Morgen aufwachte, lag sie in den Armen des toten Punkrockers.
Darby Crash hatte während seiner letzten Jahre keinen Hehl aus seinen Ablebensplänen gemacht. Ab 1977 soll er derart oft über einen möglichen Suizid gesprochen haben, dass ihn die Menschen in seinem Umfeld nicht mehr ernst nahmen. Germs-Managerin Nicole Panter erinnerte sich an folgende Aussage ihres Schützlings:

“I’m going to kill myself before I get old, I’m gonna do it at a time when it takes everybody by surprise, and I want a statue erected of me for people to go to.”

„Ich werde mich umbringen, bevor ich alt werde. Ich werde es zu einer Zeit tun, die alle überrascht, und ich will, dass eine Statue von mir errichtet wird, zu der die Leute pilgern können.“

So wurde etwa einer verzweifelten Anruferin in der Todesnacht keine Beachtung geschenkt, als sie behauptete, Darby wolle sich das Leben nehmen. Darbys Mutter Faith, die bereits ihren ältesten Sohn durch eine Überdosis Heroin verloren hatte, glaubte hingegen nicht an einen Selbstmord und sprach von einem „Unfall“. Jan Paul Beahm alias Darby Crash wurde auf dem Holy Cross Cemetery in Culver City in kleinem Rahmen beigesetzt. Sein Tod wurde von der Ermordung John Lennons nur einen Tag später überschattet und fand daher medial kaum Beachtung.

### Sexualität
Nach Darbys Tod stand vermehrt seine sexuelle Orientierung im Fokus des Interesses. Brendan Mullens und Don Bolles’ 2002 publizierte Oral History Lexicon Devil: The Fast Times and Short Life of Darby Crash and the Germs zeichnet ein Bild von Darby Crash als verkanntem Homosexuellen, dessen Lebensstil nur seinem engsten Freundeskreis bekannt war. 1978 soll er sich unglücklich in einen Jungen namens Donnie Rose verliebt haben, 1980 warf er Bolles aus der Band und stellte einen Freund, für den er heimlich schwärmte, als neuen Schlagzeuger ein. Sein Abschiedsbrief enthielt laut Casey Cola die Worte „My life, my leather, my love goes to Bosco“, eine Nachricht an David „Bosco“ Danford, Bassist der kurzlebigen Darby Crash Band.
Eine Interviewszene in der 1981 erschienenen Dokumentation The Decline of Western Civilization, die die Punkszene von L.A. durchleuchtet, lässt die Angst vor einem Outing erahnen. Darin ist Darby Crash 1980 in seinem Apartment mit Highschool-Freundin Michelle Baer, seiner angeblichen Mitbewohnerin, zu sehen. Tatsächlich lebte Darby im Zeitraum des Filmens mit Tony the Hustler, einem Punk und Stricher, zusammen. Darby habe sich geweigert, mit ihm vor der Kamera zu stehen, sagte Tony später.
Germs-Managerin Nicole Panter bekannte, nichts von Darbys Homosexualität gewusst zu haben, zeigte sich aber nicht schockiert, davon zu erfahren. Teile der Punkszene seien extrem homophob gewesen und Darby hätte darum zeit seines Lebens Angst gehabt, seine wahren Empfindungen könnten ihn zum Opfer werden lassen, gab Szene-Insiderin Judith Bell zu bedenken. Außerdem habe er sich auf der Bühne nie wie andere Frontmänner als Sexsymbol inszeniert.

## Rezeption
Darby Crash und die Germs genossen bereits zu Lebzeiten des Sängers einen gewissen Ruf. Seine Auftritte, die er laut eigenen Angaben nicht ohne Drogen absolvieren konnte, uferten oft ins Bizarre aus, sein aggressiver Gesangsstil gepaart mit den düster-depressiven Texten wurde als Aufruf zu Gewalt missverstanden. Bereits als Bobby Pyn legte er reichlich selbstzerstörerische Auftritte gleich jenen von Iggy Pop hin, deren selbstzugefügte Wunden als Marke seiner Authentizität gelten können. Spätestens Mitte des Jahres 1980, als die Band in L.A. nicht mehr öffentlich auftreten durfte, galten Darby Crash und Konsorten als „lebende Legende“. Der musikalische Einfluss auf Bands wie Nirvana, Sonic Youth oder die Red Hot Chili Peppers ist nicht zu leugnen.
Darby Crash wird als intelligent und charismatisch beschrieben. Seine nachdenklichen, manchmal kryptischen Liedtexte, verliehen seinen verstörenden Ansichten Ausdruck. Die Faszination für die Macht der Rede und Ablehnung der US-Demokratie machten Darby für den Autoritarismus empfänglich, wobei er sich selbst als „Faschist“, nicht jedoch als Nazi bezeichnete. Vor allem sein Interesse für Scientology und der unbedingte Wille, berühmt zu werden, ließen ihn die Rolle eines Kultführers anstreben, die er im Circle One in Ansätzen erfüllte. Tomata du Plenty, Leadsänger der Screamers, lieferte eine der treffendsten Beschreibungen seines Mitmusikers:

“I couldn’t sit through a Germs’ set, please. Torture! But I could certainly sit on the curb with a 40-ounce and listen to him for hours. He was an interesting, interesting person.”

„Ich konnte mir kein Set der Germs anhören, bitte nicht. Folter! Aber ich konnte gewiss mit einer Flasche Bier auf dem Bordstein sitzen und ihm stundenlang zuhören. Er war eine wirklich interessante Person.“

Eine Großaufnahme des auf der Bühne liegenden Darby bildet das Poster/Cover zur Filmdoku The Decline of Western Civilization, die auch ein Interview aus dem Jahr 1980 sowie einen gestellten Auftritt der Germs enthält. Die Geschichte der Band wurde 2007 mit Shane West als Darby Crash und Rick Gonzalez als Pat Smear verfilmt. Das halbdokumentarische Biopic What We Do Is Secret entstand unter der Regie von Rodger Grossman und erhielt gemischte Kritiken. Der Filmtitel geht auf einen Song der Band zurück. West mimte Darby Crash so überzeugend, dass die überlebenden Mitglieder der Germs mit ihm als Sänger ein kurzes Comeback gaben.
Im Dezember 2022 veröffentlichte die Punk-Band NOFX das Album Double Album, auf dem sich der Song Darby crashing your party befindet, der auf den Namen von Punk-Sänger Darby Crash anspielt.